# Carl Friedrich Rudolph von Grünberg
Carl Friedrich Rudolph von Grünberg, modernisiert Karl Friedrich Rudolph von Grünberg (* 26. August 1785 in Kriegstedt; † 1. April 1850) war ein königlich-sächsischer Oberhofgerichtsrat zu Leipzig sowie Hof- und Regierungsrat in Merseburg, später Landrat des preußischen Kreises Merseburg und Abgeordneter.

## Leben
Carl Friedrich Rudolph von Grünberg stammte aus dem Adelsgeschlecht von Grünberg. Er war der Sohn des kursächsischen bzw. ab 1806 königlich-sächsischer Kammerherrn und Rittergutsbesitzer Friedrich Rudolph von Grünberg und dessen Ehefrau Henriette geborene von Krahn (* 31. August 1766; † 3. Oktober 1814), Tochter von Johann Reinhold von Krahn und Gisela Agnesa Magdalena von Münchhausen.
1809 kaufte er seiner Ehefrau und deren Schwester Ernestina Henriette von Seebach geborene von der Schulenburg das Rittergut Weßmar ab.
Von 1816 bis 1822 war Carl Friedrich Rudolph von Grünberg der erste Landrat des neugebildeten preußischen Kreises Merseburg.

## Familie
Verheiratet war Carl Friedrich Rudolph von Grünberg mit Amalie Friederike geborene von der Schulenburg. Sie war die Tochter des Oberforst- und Jägermeisters Gebhard Friedrich Casimir von der Schulenburg. Seine Ehefrau brachte das halbe Rittergut Weßmar mit in die Ehe. Aus dieser Ehe ging der Sohn Heinrich Friedrich Rudolph von Grünberg hervor, der am 22. Mai 1810 in Merseburg geboren wurde. Die Ehefrau starb am 29. Mai 1810 an den Folgen der Geburt des Sohnes in Merseburg und wurde in der Familiengruft in Weßmar bestattet.